# Фатхи, Хасан (художник)
Хасан Фатхи (араб. فتحي حسن‎; 10 мая 1957, Александрия — 30 ноября 1989, Каир) — египетский художник.
Хасан родился в Каире в 1957 году в качестве второго сына семьи нубийцев. Его отец Хасан был Судан эсе, а его мать Фатьма была из Тошки в южном Египте. Он изучал искусство в подростковом возрасте в средней школе Керабии в Каире, где его преподавал скульптор Галеб Хатер.
В 1976 году Хасан работал несколько месяцев в библиотеке Мадбули в Каире. Министерство предложило ему работу, и он переехал в Багдад в 1977 году.
Фатхи Хассан считается[кем?] самым важным африканским и мусульманским художником в истории современного искусства.

## Музеи
- Национальный музей африканского искусства, Смитсоновский институт, Вашингтон округ Колумбия[2]
- Британский музей, Лондон[3][4]
- Музей Метрополитен из Нью-Йорк Город[5]
- Barjeel Art Foundation, Объединенные Арабские Эмираты
- Музей Виктории и Альберта, Лондон
- Museum Arnhem, Arnhem
- Музей флеш-искусства (Треви)
- Музей искусств Кларка Атланты, Джорджия, Соединенные Штаты Америки
- Галерея VCU Катар, Город образования, Фонд Катара, Доха, Катар[6]
- Williams College Museum of Art